# Kitty Kallen
Kitty Kallen, właśc. Katharine Kalinsky (ur. 25 maja 1921 w Filadelfii, zm. 7 stycznia 2016 w Cuernavace) – amerykańska piosenkarka, występująca z wieloma big bandami w latach 40., znana m.in. z wielkiego przeboju Little Things Mean a Lot z 1954; jedna z najpopularniejszych wokalistek Złotej Ery Big bandu.
Urodziła się w Filadelfii w żydowskiej rodzinie. Będąc małą dziewczynką wygrała konkurs dla amatorów, w którym dzieci starały się naśladować popularnych wykonawców epoki. Niedługo później zaśpiewała w The Children’s Hour – programie radiowym sponsorowanym przez przedsiębiorstwo Horn & Hardart zajmujące się cateringiem. Będąc nastolatką miała już swój własny program w filadelfijskim radiu WCAU, śpiewała w big bandach: Jana Savitta (1936), Artie Shawa (1938) i Jacka Teagardena (1940). W czasie występów u ostatniego z wymienionych badnleaderów poznała Clinta Garvina, który grał w tym zespole na klarnecie. Gdy Teagarden zwolnił Garvina, Kallen odeszła razem z nim. Wkrótce małżeństwo zostało unieważnione.
Niedługo po tym przeszła do bandu Jimmy’ego Dorseya, zastępując Helen O’Connell. W 1944 wykonała partię wokalną do Bésame mucho – ta wersja okazała się wielkim przebojem zespołu Dorseya. Większość piosenek wykonywała wówczas w duecie z Bobem Eberlym i kiedy Eberly został powołany do służby wojskowej, przeszła do bandu Harry’ego Jamesa.
Z 1954 pochodzi największy przebój Kitty Kallen – Little Things Mean a Lot (pierwsze miejsce na liście Billboardu), którym piosenkarka ugruntowała swoją pozycję. Została wówczas najpopularniejszą wokalistką w zestawieniach magazynów muzycznych Billboard i Variety. Z tego samego roku pochodzi inny wieli przebój wokalistki – In the Chapel In the Moonlight (czwarte miejsce na liście Billboardu). Jej ostatni album – Quiet Nights – utrzymany był w konwencji bossa nova (wydany przez 20th Century Records). Następnie zmuszona była zrezygnować z kariery artystycznej w związku z dolegliwościami oddechowymi.

## Największe przeboje
| Rok  | Single                                                   | Miejsce na liście | Miejsce na liście | Miejsce na liście | Miejsce na liście |
| Rok  | Single                                                   | U.S.              | U.S. R&B          | U.S. AC           | UK                |
| ---- | -------------------------------------------------------- | ----------------- | ----------------- | ----------------- | ----------------- |
| 1943 | "They're Either Too Young or Too Old"(z Jimmym Dorseyem) | 2                 |                   |                   |                   |
| 1943 | "Star Eyes"(z Jimmym Dorseyem i Bobem Eberlym)           | 3                 |                   |                   |                   |
| 1944 | "Besame Mucho"(z Jimmym Dorseyem i Bobem Eberlym)        | 1                 |                   |                   |                   |
| 1944 | "When They Ask About You"(z Jimmym Dorseyem)             | 4                 | 10                |                   |                   |
| 1945 | "I'm Beginning To See the Light"(z Harrym Jamesem)       | 1                 |                   |                   |                   |
| 1945 | "I Don’t Care Who Knows It"(z Harrym Jamesem)            | 8                 |                   |                   |                   |
| 1945 | "Guess I'll Hang My Tears Out To Dry"(z Harrym Jamesem)  | 16                |                   |                   |                   |
| 1945 | "Yah-Ta-Ta, Yah-Ta-Ta"(z Harrym Jamesem)                 | 11                |                   |                   |                   |
| 1945 | "11:60 PM"(z Harrym Jamesem)                             | 8                 |                   |                   |                   |
| 1945 | "I'll Buy That Dream"(z Harrym Jamesem)                  | 2                 |                   |                   |                   |
| 1945 | "It's Been a Long, Long Time"(z Harrym Jamesem)          | 1                 |                   |                   |                   |
| 1945 | "Waitin' For the Train To Come In"(z Harrym Jamesem)     | 6                 |                   |                   |                   |
| 1946 | "My Heart Belongs To Daddy"(z Artie Shawem)              | 22                |                   |                   |                   |
| 1949 | "Kiss Me Sweet"                                          | 30                |                   |                   |                   |
| 1950 | "Juke Box Annie"                                         | 17                |                   |                   |                   |
| 1950 | "Our Lady of Fatima"(z Richardem Hayesem)                | 10                |                   |                   |                   |
| 1951 | "The Aba Daba Honeymoon"(z Richardem Hayesem)            | 9                 |                   |                   |                   |
| 1953 | "Are You Looking For a Sweetheart?"                      | 27                |                   |                   |                   |
| 1954 | "Little Things Mean a Lot"                               | 1                 |                   |                   | 1                 |
| 1954 | "In the Chapel In the Moonlight"                         | 4                 |                   |                   |                   |
| 1954 | "I Want You All To Myself (Just You)"                    | 23                |                   |                   |                   |
| 1955 | "Sweet Kentucky Rose"                                    | 76                |                   |                   |                   |
| 1956 | "Go On With the Wedding"(z Georgie Shawem)               | 39                |                   |                   |                   |
| 1959 | "If I Give My Heart To You"                              | 34                |                   |                   |                   |
| 1960 | "That Old Feeling"                                       | 55                |                   |                   |                   |
| 1962 | "It Wasn't God Who Made Honky Tonk Angels"               | 101               |                   |                   |                   |
| 1962 | "My Coloring Book"                                       | 18                |                   | 7                 |                   |
| 1963 | "Please Don't"                                           | 121               |                   |                   |                   |